# Ağcaşar, Niğde
Ağcaşar là một xã thuộc huyện Niğde, tỉnh Niğde, Thổ Nhĩ Kỳ. Dân số thời điểm năm 2011 là 2552 người.